# Jerónimo de Ezpeleta y Goñi
Jerónimo de Ezpeleta y Goñi (Beire, 1549 – Goa, 27 de junio de 1617), también conocido como Jerónimo Javier, Xavier de Beyre y Jérôme Xavier, fue un misionero jesuita español en el Imperio mogol de Akbar (1542-1605) y su hijo Jahangir. Era sobrino nieto de san Francisco Javier, por lo que decidió tomar como nombre religioso Jerónimo Javier.

## Primeros años
Jerónimo Javier nació «en el castillo de su padre Miguel de Ezpeleta»,: 2  en Navarra (España), en 1549. San Francisco Javier era su tío abuelo, amigo íntimo de san Ignacio de Loyola, cofundador de la Compañía de Jesús. 
El 7 de mayo de 1568, a la edad de diecinueve años, tras finalizar la licenciatura de Filosofía en la Universidad de Alcalá, Jerónimo ingresó en la Compañía de Jesús. Pasó los años siguientes estudiando filosofía y teología antes de ser ordenado sacerdote en 1575. Después de la ordenación, pasó varios años enseñando «materias elementales»: 3  en Villarejo de Fuentes en Cuenca (España), antes de ser enviado al este, llegando a Goa en septiembre de 1581.

## Trabajo misionero

### Inicios
A su llegada a la Goa portuguesa, el padre Jerónimo fue «nombrado maestro de novicios»,: 3  pero rápidamente tuvo que abandonar el puesto debido a una enfermedad «como consecuencia del difícil viaje por mar y los problemas de aclimatación». Después de su recuperación, Jerónimo comenzó a trabajar en una traducción al portugués de la Historia de los jesuitas en la India del padre Alessandro Valignano.
A principios de 1584, Jerónimo fue nombrado rector del colegio de Vasai, aunque su mala salud obstaculizó nuevamente su deber y le obligó a trasladarse al «clima más favorable»: 3  de Cochín, donde ocupó el mismo cargo desde 1586 hasta 1592. Por esta época fue nombrado superior de la Casa Profesa de Goa, aunque su elección volvió a tensar las difíciles relaciones entre portugueses y españoles en la colonia. La tensión de un castellano gobernando una población portuguesa se alivió cuando el emperador mogol Akbar (1542-1605) convocó la tercera misión de sacerdotes jesuitas a su corte: 4  y el padre Jerónimo fue enviado, por elección popular, a Lahore, donde llegó el 5 de mayo de 1595.

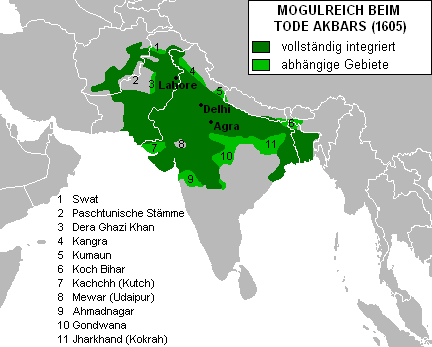
El Imperio mogol a la muerte de Akbar en 1605. Territorios totalmente integrados en verde oscuro, territorios dependientes en verde claro.

### En la corte de Akbar
La llegada del padre Jerónimo a Lahore estuvo marcada por la hospitalidad de Akbar, que le proporcionó a él y a sus dos compañeros, el padre Emmanuel Pinheiro y el hermano Bento de Góis, alojamiento en su propio palacio y «asignó un médico musulmán para que los instruyera en el aprendizaje del idioma persa».: 5 
Durante el reinado de Akbar, el padre Jerónimo acompañó el emperador en varias expediciones a través de la altiplanicie del Decán, presenciando la captura de la fortaleza de Asirgarh en enero de 1601.: 5 
Durante la conquista, Akbar trasladó su residencia permanente a Agra, proporcionando una estabilidad que permitió al padre Jerónimo «dedicar gran parte de su tiempo a la creación de una literatura religiosa cristiana escrita en lengua persa».: 6 
Fue por esta época que comenzaron a llegar más misioneros jesuitas para reemplazar al padre Emmanuel y al hermano Bento, que habían sido enviados a explorar la ruta central que conduce a China (la búsqueda de Catay), una vez que el padre Jerónimo y los jesuitas bajo el emperador Akbar lograron su mayor éxito.
Mientras Jerónimo acompañaba al ejército, y con sus dos compañeros originales ausentes, el padre Francesco Corsi (1573-1635) le informó del deterioro del ambiente de libertad religiosa en Lahore, debido a la «actitud intolerante del virrey»: 7  nombrado por Akbar. Inmediatamente, el padre Jerónimo solicitó que el emperador enviara al padre Pinheiro, el más experimentado, de regreso a Lahore y emitiera un farmān que «concediera la libertad de culto» a los cristianos. Esto es significativo en gran parte porque Akbar se había negado a firmar solicitudes anteriores de los misioneros para «fortalecer la posición de la misión» de forma oficial dentro de un imperio islámico.
Jerónimo y el emperador debatieron a menudo temas relacionados con la religión, con mayor frecuencia sobre el escepticismo de Akbar sobre la divinidad de Cristo. Si bien la conversión del emperador parecía poco probable, Jerónimo «tenía grandes esperanzas»: 7  para su hijo Salim, nacido en 1569, nombrado como muestra de respeto hacia el jeque místico sufí Salim Chishti (1478-1572), cuya hija había amamantado a Salim cuando era niño -descendientes del famoso jawaya Moinuddin Chishti (1141-1230), cuya tumba está en Ajmer (Rayastán).

### En la corte de Jahāngīr
El príncipe Salim tomó el nombre de Jahangir cuando ascendió al trono. Continuó la actitud de su padre hacia los misioneros cristianos y las discusiones sobre religión dentro de su corte. Las bajas tasas de conversión continuaron, aunque «Javier asistió [a ...] audiencias [en Lahore] tirando el anzuelo al agua, con la esperanza de que el pez muerda».: 8  El más notable de todos los bautismos durante el tiempo del padre Jerónimo fue el de los tres sobrinos de Jahangir en el verano de 1610.
Estas conversiones fueron de corta duración, ya que en 1613 «los príncipes apostataron y entregaron sus crucifijos [que les fueron entregados al bautizarse] a los jesuitas».: 10  Este acto confirmó el creciente pesimismo del padre Jerónimo sobre su misión, debido a la «dureza de los musulmanes y [...] motivos del converso». Sus dudas sobre la eficacia de su misión se confirmaron aún más cuando estalló la guerra entre los imperios portugués y mogol en el otoño de 1613.
Durante el conflicto, Jerónimo tuvo que proteger las posesiones de la iglesia guardándolas «en la casa de un cristiano pobre».: 11  A medida que avanzaba la guerra, la seguridad se convirtió en una preocupación para el padre Jerónimo, que trasladó la misión y su congregación de Lahore a Agra en 1614. Si bien el «final de la misión parecía evidente»,: 12  la paz se restableció en 1615 y la misión reanudó su actividad anterior a la guerra, aunque sin el padre Jerónimo, que por primera vez desde su partida regresó a Goa, «un hombre roto».

## Muerte y últimos años
Los últimos años de la vida del padre Jerónimo los pasó retirado en Goa. Una vez más fue asignado como rector, esta vez en el colegio de San Pablo. Deseaba mucho volver a España, aunque no poseía «la salud y la fuerza necesarias para los trabajos en ese país».: 12  Reflexionó que estaba «a las puertas de la muerte» y el 27 de junio de 1617, «fue hallado muerto, quemado en su habitación» en circunstancias desconocidas hasta el día de hoy. Sin que él lo supiera, en el momento de su muerte el padre Jerónimo había sido elegido arzobispo de Cranganore.

## Obra
Jerónimo Javier produjo una ingente obra apologética en cuatro idiomas: portugués, castellano, persa y latín. Su obra más importante fue Fuente de Vida, en la que apoyándose en Ramon Llull y la lógica de Aristóteles, en la patrística de la Iglesia y el Corán, realiza una comparación entre el catolicismo y el islam.
Pero sin duda su obra más espectacular es Espejo de Santidad, un manuscrito iluminado, escrito en persa, en el que se cuenta la vida de Cristo.

Anunciación.
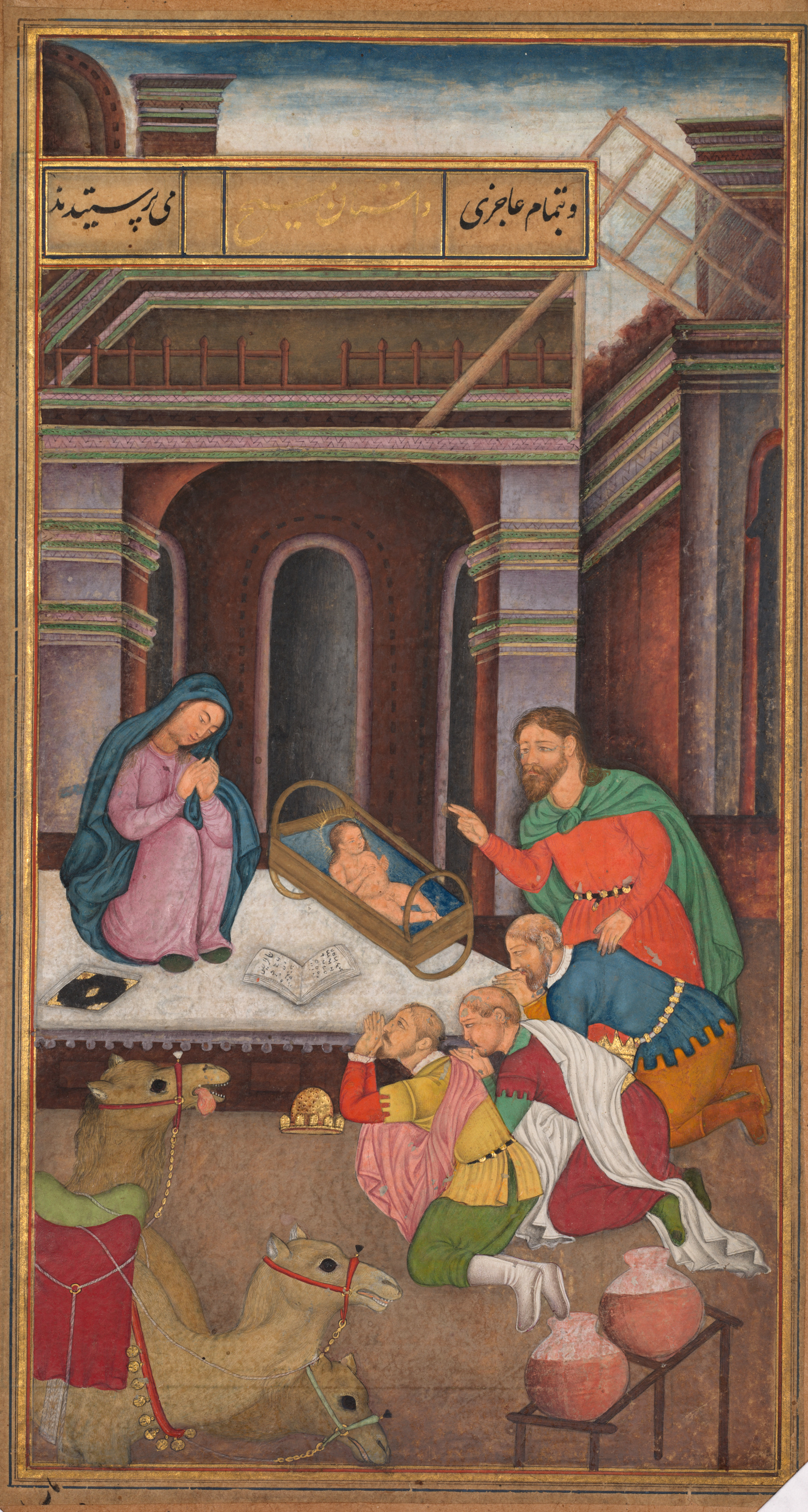
Adoración de los Reyes Magos.
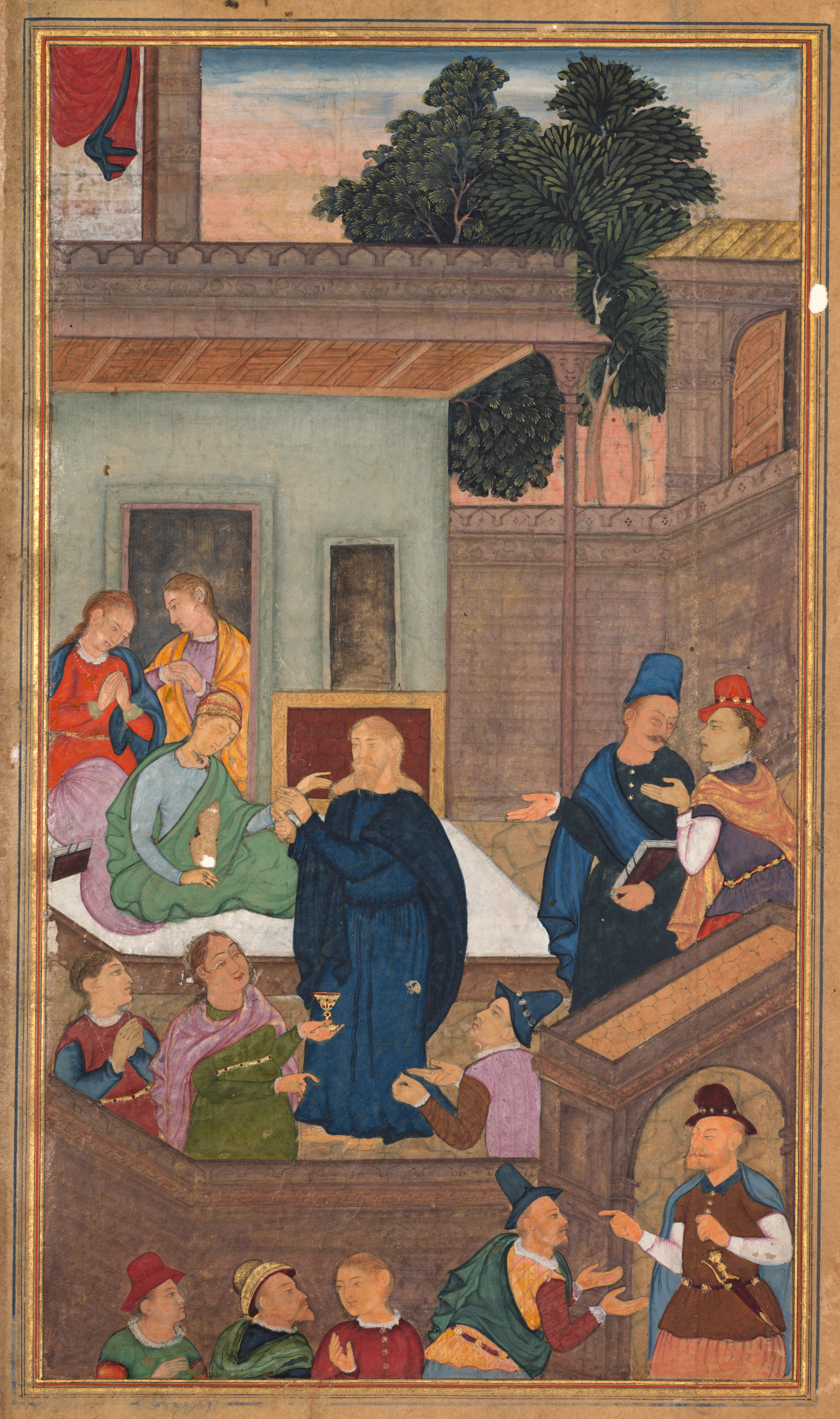
Jesús levanta a la hija de Jairus de entre los muertos.
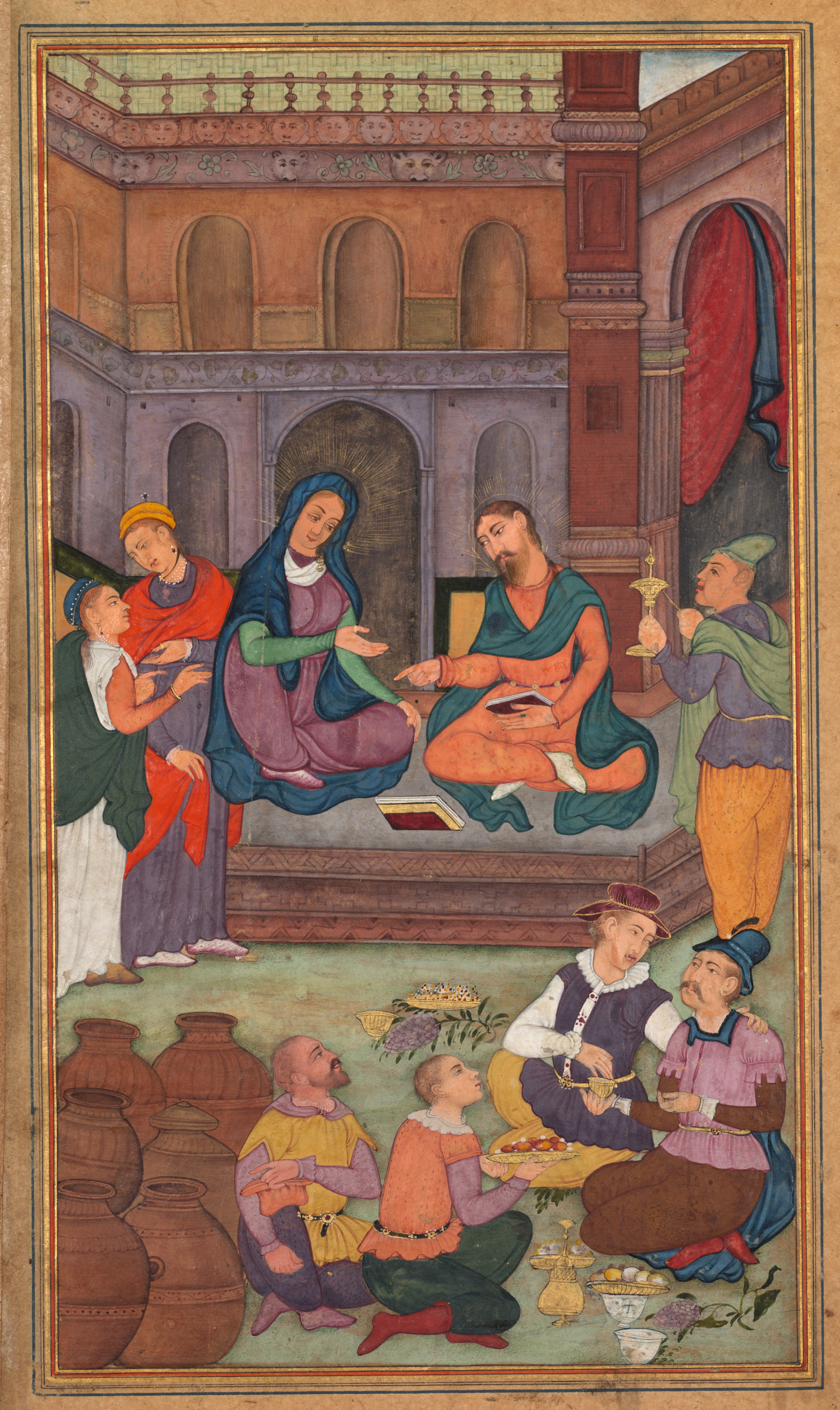
Bodas de Caná.
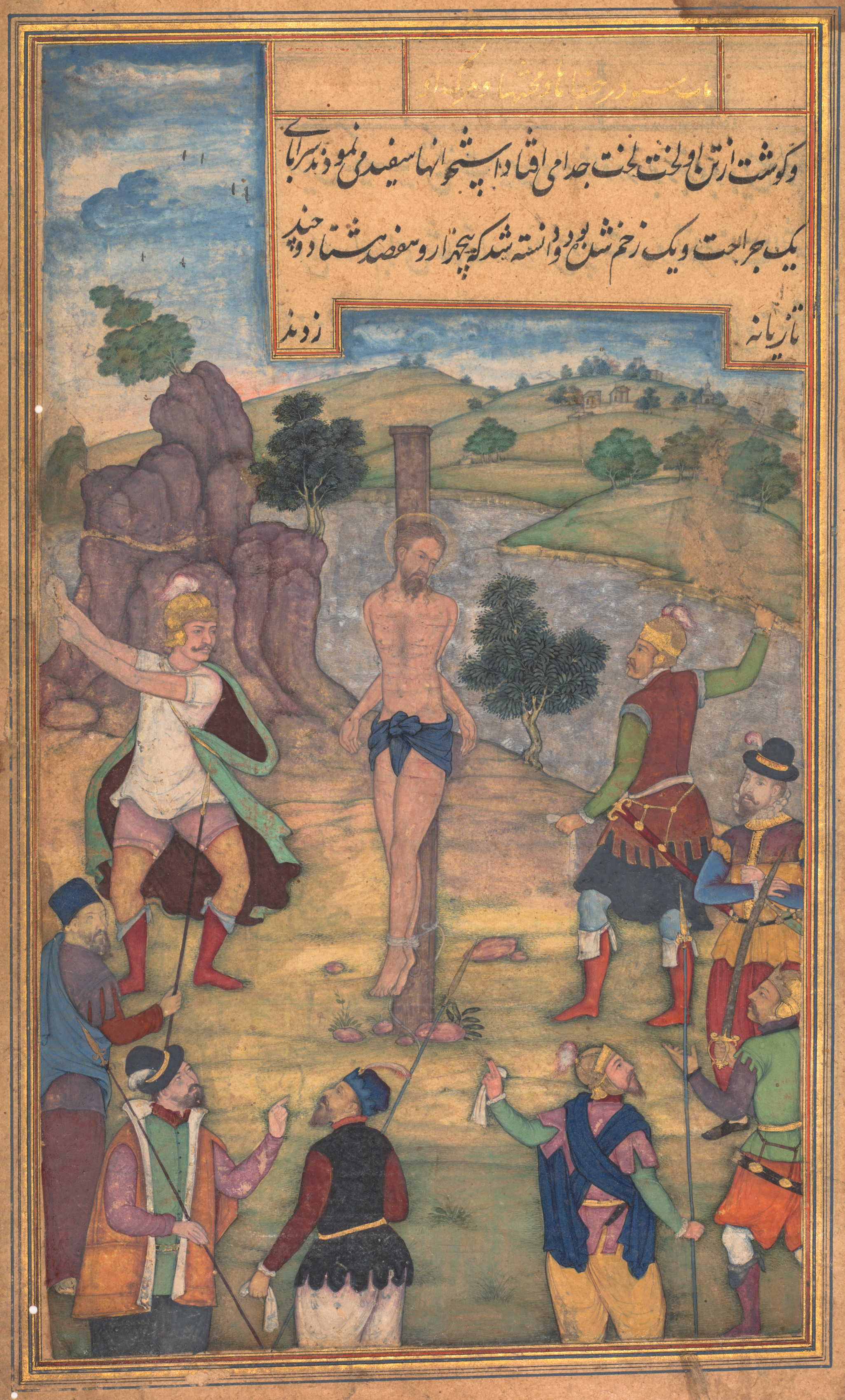
Flagelación de Cristo.